# A Flagelação de Cristo (Piero della Francesca)
A Flagelação de Cristo (provavelmente 1455-1460) é uma pintura de Piero della Francesca na Galleria Nazionale delle Marche, em Urbino, Itália. A composição é complexa e incomum, e sua iconografia tem sido objeto de grande diversidade de teorias. Kenneth Clark coloca "A Flagelação" na sua lista pessoal das dez melhores pinturas, chamando-a de "maior pintura pequena do mundo".

## Descrição
O tema do quadro é a flagelação de Cristo pelos romanos durante sua Paixão. O evento bíblico tem lugar em uma galeria aberta na distância próxima, enquanto três figuras em primeiro plano no lado direito, aparentemente, não dão atenção para o desdobramento de eventos por trás deles. O painel é muito admirado por seu uso da perspectiva linear e o ar de tranqüilidade que permeia o trabalho.
A Flagelação é particularmente admirada pela unidade matemática da composição e pela capacidade de Piero para retratar a distância entre a cena da flagelação e os três personagens do primeiro plano de forma realista através da perspectiva. O retrato do homem barbudo à esquerda foi considerada excepcionalmente intenso durante o tempo de Piero.

## Interpretações

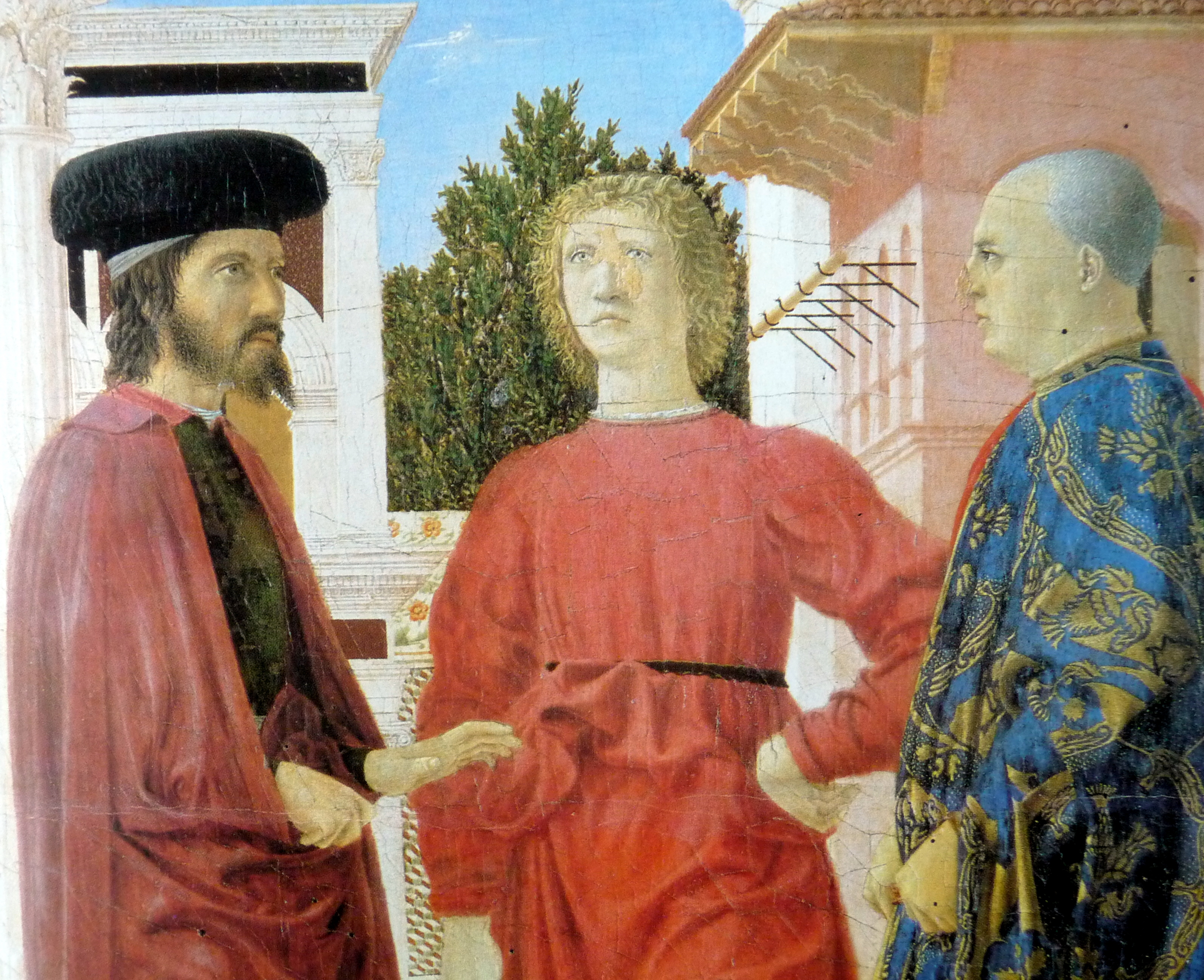
Detalhe das três figuras no primeiro plano.

Grande parte do debate acadêmico em torno do trabalho diz respeito à identidade e à importância dos três homens em primeiro plano à direita, e do homem sentado à esquerda, que é, em certo sentido, certamente Pôncio Pilatos, um elemento tradicional nas representações sobre o tema, mas também pode representar uma figura contemporânea.
Também foi sugerido que pode haver múltiplas identidades para cada homem dependendo de como ele é interpretado. A cena do interior é iluminada a partir da direita, enquanto o "cenário" moderno é iluminado a partir da esquerda. Originalmente, a pintura tinha uma frase em latim "Convenerunt em Unum" ("Eles viveram juntos para sempre"), provenientes de Salmos 2:2, do Antigo Testamento.

### Convencional
Segundo a interpretação tradicional, os três homens seriam Oddantonio Montefeltro, Duque de Urbino, Patrono Piero e seus dois assessores, Serafini e Ricciarelli (que supostamente assassinou o duque em 22 de julho de 1444). Os dois conselheiros são identificados também como Manfredo dei Pio e Tommaso di Guido dell'Agnello, que também foram supostamente responsáveis pela morte do duque por seu governo impopular, o que levou à conspiração de Oddantonio. A morte de Oddantonio seria comparada, em sua inocência, com a de Cristo.

### Dinástico
Outra visão tradicional considera a imagem uma festa dinástica encomendada pelo duque Federico Montefeltro, sucessor de Oddantonio e seu meio-irmão. Os três homens seriam simplesmente os seus antecessores. Esta interpretação é apoiada por um documento do século XVIII na Catedral de Urbino, onde a pintura estava alojada, e em que o trabalho é descrito como "A Flagelação de Jesus Cristo Nosso Senhor, com as figuras e os retratos do Duque Guidubaldo Oddo e Antonio".

### Político-teológica
De acordo com este ponto de vista de outros mais conservadores, a figura no meio representaria um anjo, ladeado pelos pelas Igrejas latina e ortodoxa, cuja divisão criou conflitos em toda a cristandade.
O homem sentado no canto esquerdo, assistindo à flagelação, seria o imperador bizantino João VIII Paleólogo, identificado por suas roupas, principalmente o chapéu vermelho incomum com abas viradas, que está presente em uma medalha por Pisanello. Na variante dessa interpretação, proposta por Carlo Ginzburg em 2000, a pintura seria, de facto, um convite do cardeal Bessarion e do humanista Giovanni Bacci para Federico de Montefeltro participar de uma cruzada. O jovem seria Bonconte II de Montefeltro, que morreu de peste em 1458. Desta forma, os sofrimentos de Cristo são emparelhados tanto com os dos bizantinos e quanto com o de Bonconte.
Silvia Ronchey e outros historiadores da arte concordam que o painel a seja uma mensagem política do cardeal Bessarion, na qual o Cristo flagelado representaria o sofrimento de Constantinopla, então sitiada pelos turcos otomanos, bem como  de todo o cristianismo. A figura da esquerda seria o sultão Murade II, com João VIII à sua esquerda. Os três homens sobre à direita são identificados como, a partir da esquerda: o Cardeal Bessarion, Tomas Paleólogo (irmão de João VIII, retratado descalço, pois, não sendo um imperador, ele não poderia usar o sapato roxo com que Constantino é mostrado) e Nicolau III d'Este, representante do Conselho de Mântua após sua transferência para o senhorio de Ferrara.
Piero della Francesca pintou o Flagelação cerca de 20 anos após a queda de Constantinopla. Mas, na época, alegorias desse evento e a presença de figuras bizantinas na política italiana não eram incomuns, como mostrado pela obra contemporânea de Benozzo Gozzoli na Capela dos Magos no Palazzo Medici-Riccardi, em Florença.

### Kenneth Clark
Em 1951, o historiador de arte Kenneth Clark identificou a figura barbada como um estudioso grego e a pintura como uma alegoria do sofrimento da Igreja após a queda do Império Bizantino em 1453 e a cruzada proposta e apoiada pelo papa Pio II e discutida no Conselho de Mântua. Novamente, o homem da extrema esquerda seria o imperador bizantino.

### David A. King
Em um livro recente, uma nova interpretação, desenvolvida por David King, diretor do Instituto de História da Ciência de Frankfurt, na Alemanha, é apresentada, e estabelece um paralelo entre a pintura e a inscrição em um astrolábio feita em 1462 por Regiomontanus e presenteado ao Cardeal Bessarion. King afirma que, ao procurar monogramas de nomes através do um epigrama, seria possível estabelecer as identidades, duplas ou múltiplas, de cada uma das oito pessoas e um deus clássica na pintura. O rapaz de vermelho seria o jovem ansioso Regiomontanus, astrônomo alemão, e novo protegido do cardeal Bessarion. No entanto, sua imagem encarna três brilhantes jovens do círculo de Bessarion que tinham morrido recentemente: Buonconte da Montefeltro, Ubaldini Dalla Bernardino Carda e Gonzaga Vangelista. Um dos propósitos da pintura seria significar esperança com a chegada futura do jovem astrônomo ao grupo de Bessarion, bem como prestar homenagem aos três jovens mortos.